# Ilias Akhomach
Ilias Akhomach, född 16 april 2004 i Hostalets de Pierola, Spanien, är en spanskfödd marockansk fotbollsspelare.

## Karriär
Ilias Akhomach inledde sin seniorkarriär i Barcelonas B-lag år 2020. 2021 debuterade han i dess A-lag. 2022 lämnade han för Villarreal. Han har representerat såväl Spanien och Marocko på flera ungdomsnivåer sedan 2018. Han ingick i det marockanska laget som vid olympiska sommarspelen 2024 i Paris tog brons efter att Marocko besegrat Egypten i bronsmatchen.